# Eliza Jane Ashley
Eliza Jane Burnett Dodson Ashley, ou mais conhecida como Liza Ashley, (11 de outubro de 1917 - 13 de novembro de 2020) foi uma cozinheira e escritora americana. Ela foi a chef executiva da Mansão do Governador de Arkansas de 1956 a 1990. Ela foi a autora do livro de receitas Thirty Years at the Mansion em 1985.

## Início da vida
Eliza Jane Burnett nasceu na Plantação Oldham em Pettus, Arkansas em 11 de outubro de 1917. Seus pais eram Eliza Johnson Burnett e William Burnett. Ela foi apelidada de "Liza" ou "Janie" para diferenciá-la de sua mãe, de quem ela compartilhava um nome.
No início de sua vida, Burnett se tornou batista. Enquanto em Pettus, ela frequentou a Igreja Batista Missionária de São João. Sua avó era a cozinheira-chefe da Oldham Plantation. Ela ensinou Burnett a cozinhar. Quando sua avó morreu, Burnett se tornou a cozinheira-chefe. Em 1933, ela se casou com Calvin Dodson. O casal deixou Oldham Plantation em 1942, mudando-se para Little Rock, Arkansas. Ela teve um filho com Dodson, Louis Calvin, em 1951. Em um ponto durante esse tempo, ela frequentou a Escola de Treinamento Pulaski em McAlmont, Arkansas.

## Carreira culinária e vida
Em 1954, ela começou a trabalhar na Mansão do Governador de Arkansas. Ela trabalhou para o então governador Francis Cherry e sua família como empregada doméstica. No ano seguinte, Orval Faubus tornou-se governador. Quando o chef executivo da mansão, Henry Scribner, tinha seus dias de folga, Dodson servia como chef. Eventualmente, Alta Faubus, a primeira-dama de Arkansas, decidiu que ela queria uma chef mulher e tornou-se chef executiva Dodson.
Eventualmente, seu casamento com Calvin Dodson acabou. O casal se divorciou. Em 1960, Burnett se casou com Fred Ashley. Quando Winthrop Rockefeller se tornou governador, Eliza Jane Ashley perdeu seu cargo de chef executiva. Ela foi substituída pelo chef pessoal de Rockefeller. Depois que o mandato de Rockefeller terminou, Ashley serviria como chef executivo da mansão até o final do governo de Bill Clinton em dezembro de 1990, quando ela se aposentou. Durante a transição de Clinton para a presidência, Ashley cozinhou para a equipe de transição de Clinton, que trabalhou na mansão do governador. Dois de seus pratos assinados eram biscoitos de chocolate e bolo.
O então governador Dale Bumpers nomeou 20 de dezembro de 1974, "Eliza Jane Ashley Day" em Arkansas.
Seu livro, Thirty Years at the Mansion, em co-autoria com Carolyn Huber, foi publicado em 1985. Em sua turnê de livro, ela apareceu no Good Morning America e CNN. No ano seguinte, ela recebeu a chave do Condado de Lonoke. Ashley foi perfilado pela revista Ebony em julho de 1989.

## Vida posterior e legado
Em 1994, North Little Rock declarou o dia 25 de agosto como o "Dia de Liza Ashley". Ela foi nomeada "Condessa de Pulaski" do Condado de Pulaski, Arkansas em 1997. Durante a administração Clinton, Ashley foi convidada várias vezes à Casa Branca para jantares de feriado.
Os papéis pessoais de Ashley foram doados ao Butler Center for Arkansas Studies na Central Arkansas Library em 2005.
Ela era ativa no Sunshine Charity Club, voluntária da Legião Americana e também voluntária na Igreja Batista Missionária Canaan em Little Rock. Em Canaã, ela frequentou o estudo da Bíblia todos os domingos durante seu tempo em Little Rock.
Depois de completar noventa anos, ela se mudou para Los Angeles, Califórnia. Ela morreu em Norwalk, Califórnia, em 13 de novembro de 2020. Ela está enterrada no Cemitério Nacional de Little Rock.